# Urhund
Als Urhund wird ein hypothetischer Haushund bezeichnet, der sich genetisch und möglicherweise auch phänotypisch erstmals eindeutig von seiner Stammform, dem Wolf, unterschied. Der Zeitpunkt der Domestikation des Wolfs ist umstritten; wissenschaftliche Schätzungen variieren von 100.000 bis zu 13.000 Jahren vor der Gegenwart.

## Genetischer Urhund
Der Haushund dürfte auch nach seiner ersten Domestikation noch lange phänotypisch dem Wolf geähnelt haben, weshalb eine eindeutige Zuordnung älterer fossiler Funde nicht immer möglich ist. Die ältesten fossilen Belege für die Existenz des Haushundes stammen aus dem Jung- und Spätpaläolithikum.
Ergebnisse genetischer Untersuchungen seit 1997 zeigen, dass die Domestizierung des Wolfes durch den Menschen mehrmals unabhängig voneinander stattgefunden hat. Eine Untersuchung am Fred Hutchinson Cancer Research Center in Seattle kam bereits 2004 zum Ergebnis, dass die heute existierenden Hunderassen sich genetisch vier verschiedenen Domestikationsereignissen zuordnen lassen. Eine weitere Studie identifiziert mindestens fünf derartige Linien zum Zeitpunkt vor etwa 11.000 Jahren:
- Neolithisch-Levantische Linie (siehe Basenji)
- Mesolithisch-Karelische Linie
- Mesolithische Baikal-Linie (siehe Siberian Husky, teilw. Jakutischer Laika)
- Alt-Amerikanische Linie[7][8] (teilweise Xoloitzcuintle, teilweise Jakutischer Laika)
- Neuguinea-Dingo (englisch New Guinea singing dog, siehe Dingo)

## Urhund-Theorien
Als „Urhund“ (Canis ferus) wurde in der Vergangenheit auch eine hypothetische Hundespezies bezeichnet, die neben dem Wolf existiert habe und über die Urrassen der Vorfahre unserer Haushunde gewesen sei. Einer der bekanntesten Vertreter dieser Theorie ist der Kynologe Theophil Studer.
Der Biologe Konrad Lorenz war der Ansicht, dass neben dem Wolf auch der Goldschakal eine Rolle in der Domestikation des Haushundes gespielt habe. Diese Theorie genoss besonders im deutschen Sprachraum Popularität.